# Paul Friedrichs
Paul Friedrichs (Buchholz, 21 de marzo de 1940 – Erfurt, 30 de agosto de 2012) fue un piloto de motocross alemán, ganador de tres Mundiales de motocross consecutivos en la categoría de 500 c.c. entre 1966 y 1968. Su título mundial de 1966 fue el primer conseguido en la categoría de 500 cc con una motocicleta con motor de dos tiempos.
Friedrichs se crio en Mecklenburg, comenzando a trabajar como mecánico especializado en tractores. Cuando tuvo la edad requerida se unió al Motoclub MC tractor Franzburg y MC Dynamo Rostock, gracias al entrenamiento se convirtió en uno de los mejores pilotos de motocross y enduro de su tiempo. En esta segunda modalidad, formó parte de la selección alemana que acabó tercero en el Vaso deplata de los Seis Días Internacionales de Enduro de 1972.
Una vez retirado, Friedrichs, casado y con dos hijas, se convirtió en distribuïdor de las motocicletes alemanas MZ en Erfurt.

## Palmarés internacional en motocross
| Año  | Motocicleta | 500cc | 250cc |
| ---- | ----------- | ----- | ----- |
| 1965 | CZ          | 2º    | 8º    |
| 1966 | CZ          | 1º    |       |
| 1967 | CZ          | 1º    |       |
| 1968 | CZ          | 1º    |       |
| 1969 | CZ          | 3º    |       |
| 1970 | CZ          | 4º    |       |
| 1971 | CZ          | 4º    |       |
| 1972 | CZ          | 2º    |       |
| 3    | 0           |       |       |